# Нангархар
Нангархар (пушту ننګرهار) — провінція на сході Афганістану поблизу пакистанського кордону. На півночі межує з провінцією Кунар. Тут розміщувався укріпрайон Тора-Бора, де у 2001 році переховувався Усама бен Ладен.

## Райони
- Ачін
- Баті-Кот
- Біхсуд
- Дараї-Нур
- Діх-Бала
- Дур-Баба
- Гошта
- Джелалабад
- Кама
- Ходжані
- Кот
- Куз-Кунар
- Лал-Пур
- Мухманд-Дара
- Назуйан
- Пачір-ва-Агам
- Родат
- Суркх-Род
- Шерзад
- Шинвар
- Чапархар
- Хізарак